# Team America: World Police
Team America: World Police (no Brasil: Team América: Detonando o Mundo) é um filme de comédia teuto-estadunidense de 2004, escrito por Trey Parker, Matt Stone e Pam Brady e dirigido por Parker, os quais também são conhecidos por ser criadores da popular série televisiva de animação South Park. O filme conta com um elenco composto de marionetes. Team America se concentra em uma equipe fictícia de policiais conhecido como "Team America: World Police", que tentam salvar o mundo de uma conspiração terrorista violenta, liderada por Kim Jong-il.
O uso de marionetes, em vez de atores é uma referência ao Thunderbirds, um popular programa de televisão britânico da década de 1960. A dupla trabalhou no roteiro com o ex escritor de South Park Pam Brady por quase dois anos. O filme tinha um tempo problemático na produção, com vários problemas relacionados com as marionetes. Além disso, os cineastas lutaram com a Motion Picture Association of America, que retornou ao filme mais de nove vezes com uma classificação NC-17.
O filme estreou no Denver Film Festival em 14 de outubro de 2004 e foi lançado nos Estados Unidos no dia seguinte em 15 de outubro de 2004 pela Paramount Pictures. Recebeu críticas principalmente positivas dos críticos e arrecadou mais de US $ 51 milhões em todo o mundo com um orçamento de US $ 32 milhões.

## Sinopse
Team America é uma equipe policial dos Estados Unidos que age em âmbito mundial, com a missão de proteger o planeta de ameaças e garantir sua estabilidade. Ao descobrir que um perigoso ditador está armazenando armas em seu país, uma equipe do Team America é enviada para combatê-lo. Entre eles está Gary Johnston, um astro da Broadway que recebe a missão de usar seus talentos dramáticos para combater a ameaça.

## Elenco
- Trey Parker - Gary Johnston / Joe / Kim Jong Il / Hans Blix / Carson / Matt Damon / Bêbado no Bar / Tim Robbins / Sean Penn / Michael Moore / Helen Hunt / Peter Jennings / Susan Sarandon / Liv Tyler / Janeane Garofalo (Vozes)
- Matt Stone - Chris Roth / George Clooney / Danny Glover / Ethan Hawke / Martin Sheen (Vozes)
- Kristen Miller - Lisa (Voz)
- Masasa Moyo - Sarah (Voz)
- Daran Norris - Spottswoode (Voz)
- Phil Hendrie - I.N.T.E.L.L.I.G.E.N.C.E. / Terrorista (Voz)
- Maurice LaMarche - Alec Baldwin (Voz)
- Chelsea Marguerite - Mãe Francesa (Voz)
- Jeremy Shada - Jean Francois (Voz)
- Fred Tatasciore - Samuel L. Jackson (Voz)
- Greg Ballora, Scott Land e Tony Urbano como marionetistas principais

O filme também apresenta um homem vestido como uma estátua gigante de Kim Il-Sung, dois gatos pretos que se apresentam como panteras, dois tubarões-lixa e uma barata, com a diferença de tamanho com as marionetes tocadas para efeito humorístico. Um pôster das Gêmeas Barbi foi exibido no outdoor na Times Square, tornando as Gêmeas os únicos humanos não marionetes no filme.